# Cafe Sorgenfri
Cafe Sorgenfri är ett musikalbum av Dan Hylander & Kosmonaut, utgivet 1988.

## Låtlista
1. Vackra förlorare - (Dan Hylander)
2. Bara en man - (Dan Hylander)
3. Och skeppen går - (Dan Hylander)
4. Tårar från en blind - (Dan Hylander)
5. Durban - (Dan Hylander)
6. Läppstift på ett glas - (Dan Hylander & Henrik Janson)
7. 554 832 - (Dan Hylander, Henrik Janson & Åke Sundqvist)
8. Jag har charm - (Dan Hylander)
9. Epilog - (Dan Hylander)

## Dan Hylander & Kosmonaut
- Dan Hylander - Sång & gitarr
- Henrik Janson - Gitarr, klaviatur, bas & cello
- Åke Sundqvist - Trummor & slagverk
- Pontus Olsson - Programmering

## Övriga medverkande musiker
- Bernt Andersson- Dragspel
- Bengt Blomgren - Gitarr
- Palle Mikkelborg - Trumpet & flugelhorn
- Svante Persson - Klaviatur
- Urban Agnas - Trumpet
- Leif Lindvall - Trumpet
- Nils Landgren - Trombon
- Janne Schaffer - Gitarr
- Marie Bergman - Sång
- Py Bäckman - Sång
- Tomas Ledin - Sång
- Tommy Nilsson - Sång
- Mikael Rickfors - Sång
- Mats Ronander - Sång

## Listplaceringar
| Lista (1988) | Topplacering |
| ------------ | ------------ |
| Sverige      | 12           |